# Frankenstein muß sterben
Frankenstein muß sterben (Originaltitel Frankenstein Must be Destroyed, auch Frankenstein sucht ein neues Opfer) ist ein Horrorfilm der britischen Hammer Studios. Regie führte Terence Fisher und die Titelrolle des Baron Frankenstein spielte Peter Cushing. Der Film ist der fünfte Frankenstein-Film der Hammer-Studios und erschien am 22. Mai 1969 in Großbritannien. Deutscher Kinostart war der 19. September 1969.

## Handlung
Der totgeglaubte Baron Frankenstein arbeitet an einem neuen Experiment: einer Gehirnverpflanzung.
Um sein Vorhaben in die Tat umsetzen zu können, erzwingt er die Unterstützung des jungen Arztes Dr. Karl Holst, da er von dessen Drogendelikten weiß. Holst arbeitet in einer Irrenanstalt, in der Dr. Frederick Brandt einsitzt, ein Wissenschaftler von zweifelhaftem Ruf, der an demselben Experiment wie Frankenstein arbeitete, ehe er den Verstand verlor. Der junge Arzt soll dem Baron helfen, Dr. Brandt zu befreien, da nur dieser ein erfolgreiches Verfahren entdeckt hat, nach dem man ein menschliches Gehirn für einen längeren Zeitraum einfrieren kann, ohne dass das Gewebe zerstört wird. Die Befreiungsaktion gelingt, sie bringen ihn in den Keller von Anna Spenglers Pension, Holsts Verlobten. Doch Brandt erleidet einen Herzanfall, den er ohne medizinische Behandlung nicht überleben würde. Frankenstein hat jedoch bereits die Lösung. Gemeinsam mit Holst entführt er den Direktor der Irrenanstalt, Professor Richter und verpflanzt Brandts Gehirn in dessen Körper.
Als dieser erwacht, muss er schockiert feststellen, dass er in einem fremden Körper steckt. Er versucht mit Anna zu sprechen, sie weicht jedoch entsetzt von seinen abscheulichen Operationsnarben zurück und sticht mit einem Skalpell nach ihm. Schwer verwundet ergreift er die Flucht. Als Frankenstein davon erfährt wird er rasend. Er tötet Anna und nimmt die Verfolgung auf, da er vermutet, dass Brandt versuchen wird, zu seinem alten Zuhause zu gelangen. Holst hat inzwischen den Mord an seiner Verlobten entdeckt und verfolgt den Baron in der Absicht Rache zu nehmen.
Brandt hat sein Haus aufgesucht, er tränkt seine Teppiche und Vorhänge mit Petroleum und wartet auf Frankenstein. Dieser erscheint kurz darauf und fordert das Geheimnis des Konservier-Verfahrens. Brandt händigt ihm tatsächlich seine Unterlagen aus, steckt dann aber das Haus in Brand um sich und den Baron zu vernichten. Frankenstein kann durch ein Fenster entkommen und läuft Holst in die Arme, der sofort auf ihn einprügelt. Brandt kommt jedoch dazwischen und schlägt den jungen Arzt bewusstlos. Danach packt er den Baron und stürzt sich gemeinsam mit ihm in die Flammen.

## Hintergrund
| Figur                     | Darsteller       | Deutscher Sprecher     |
| ------------------------- | ---------------- | ---------------------- |
| Baron Victor Frankenstein | Peter Cushing    | Friedrich Schoenfelder |
| Anna Spengler             | Veronica Carlson | Ursula Herwig          |
| Professor Richter         | Freddie Jones    | Heinz Petruo           |
| Dr. Karl Holst            | Simon Ward       | Thomas Danneberg       |
| Inspektor Fritsch         | Thorley Walters  | Wolfgang Amerbacher    |
| Ella Brandt               | Maxine Audley    | Agi Prandhoff          |
| Polizeiarzt               | Geoffrey Bayldon | Manfred Schuster       |

In Frankenstein muss sterben wird die Figur des Baron Frankenstein vermutlich am grausamsten von allen Filmen der Hammer-Frankenstein-Reihe dargestellt, da er weder vor Mord noch vor Vergewaltigung oder Erpressung zurückschreckt.
Die Szene, in der Anna vergewaltigt wird, stand nicht im Originaldrehbuch und wurde trotz der Einwände von Peter Cushing und Veronica Carlson gedreht. Der Vorsitzende von Hammer, James Carreras, wurde von den amerikanischen Vertreibern unter Druck gesetzt und so wurde die Szene nachträglich gedreht und eingefügt. Deshalb wird die Vergewaltigung im weiteren Filmverlauf weder von Anna noch von Frankenstein erwähnt.
In einem Punkt folgt Frankenstein muss sterben wohl am genauesten der literarischen Vorlage von Mary Shelleys Frankenstein: So ist „das Geschöpf“ in diesem Film kein primitives Ungetüm, das nur Knurr- und Brummgeräusche von sich gibt, sondern vielmehr ein bemitleidenswertes, missverstandenes Wesen, das durchaus in der Lage ist zu sprechen und welches sich am Ende gegen seinen Schöpfer wendet.
Mit Frankensteins Schrecken (1970) folgte zunächst Hammers einziger Frankenstein-Film ohne Peter Cushing. Stattdessen spielt Ralph Bates die Rolle des Victor Frankenstein. Der Film gilt allerdings als Neuverfilmung von Frankensteins Fluch (1957) und steht damit außerhalb der Frankenstein-Reihe. Eine letzte Fortsetzung Frankensteins Höllenmonster (1974) inszenierte erneut Terence Fisher mit Peter Cushing in der Hauptrolle.

## Kritiken
Frankenstein muß sterben erhielt ein eher gutes Presseecho. So erfasst der US-amerikanische Aggregator Rotten Tomatoes 70 % wohlwollende Besprechungen und ordnet den Film dementsprechend als „Frisch“ ein.

„Wohliger Grusel aus den britischen Hammer-Studios mit einem extra kaltblütigen Peter Cushing.“

„Auf Gruseleffekte abgestellte, oft lächerliche Variation des Frankenstein-Motivs.“

„Eher ein Film über einen verkannten, seiner Zeit vorauseilenden Arzt mit ein paar Gruseleffekten als ein Horror-Film. Andeutungen zur Problematik des Themas fehlen völlig. Ansonsten routiniert gemacht. Notfalls für unermüdliche erwachsene Frankenstein-Fans.“

## Weiterführende Informationen
DVDs
- Frankenstein muss sterben / 24. September 2004 / Warner Home Video
- Hammer Films: Horror Collection (Enthält: Frankensteins Fluch/Die Rache der Pharaonen/Frankenstein muss sterben) / 26. Oktober 2007 / Warner Home Video

Literatur
- Karin Kaltenbrunner: Mad Medicine. Zur Repräsentation des Wissenschaftlers im Frankenstein-Zyklus der Hammer Film Productions (1957–1974). LIT Verlag, Wien 2014, ISBN 978-3-643-50562-0.

Weblinks
- Frankenstein muß sterben bei IMDb
- Frankenstein sucht ein neues Opfer (Memento vom 6. März 2008 im Internet Archive) auf schlechtergeschmack.net

Belege
1. ↑  Frankenstein muß sterben. In: Deutsche Synchronkartei. Abgerufen am 8. Januar 2023.
2. ↑  Frankenstein muß sterben. In: Rotten Tomatoes. Fandango, abgerufen am 27. Dezember 2024 (englisch, aggregiert aus 10 Kritiken).
3. ↑  Frankenstein sucht ein neues Opfer bei cinema
4. ↑  Frankenstein muß sterben. In: Lexikon des internationalen Films. Filmdienst, abgerufen am 2. März 2017.
5. ↑  Evangelischer Filmbeobachter, Evangelischer Presseverband München, Kritik Nr. 431/1969